# Douadic

Douadic este o comună în departamentul Indre, Franța. În 1 ianuarie 2022 avea o populație de 473 de locuitori.